# Józef Adamowski (wiolonczelista)
Józef Adamowski (ur. 4 lipca 1862 w Warszawie, zm. 8 maja 1930 w Cambridge w stanie Massachusetts) – polski wiolonczelista.

## Życiorys
Brat Tymoteusza Adamowskiego. Uczył się w Warszawskim Instytucie Muzycznym u Józefa Goebelta, następnie studiował w Konserwatorium Moskiewskim u Wilhelma Fitzenhagena, Pawła Pabsta i Piotra Czajkowskiego. Debiutował jako solista w 1883 roku, w kolejnych latach występował w Polsce, Rosji i Niemczech. W latach 1885–1887 uczył w szkole Towarzystwa Muzycznego w Krakowie. W 1889 roku wyemigrował do Stanów Zjednoczonych, w latach 1889–1907 występował wspólnie z Boston Symphony Orchestra. Był członkiem kwartetu i tria Adamowskich. Od 1903 roku wykładał w New England Conservatory of Music w Bostonie.
Komponował miniatury wiolonczelowe i pieśni. Jego żoną była pianistka Antonina Szumowska.